# 金浦真樹
金浦 真樹（かねうら まさき、1999年12月10日 - ）は、大阪府出身のサッカー選手。Jリーグ・ガイナーレ鳥取所属。ポジションはMF。

## 略歴
開志学園JAPANサッカーカレッジ高等部を経て、立正大学に進学。同大サッカー部では後にプロ入りする孫大河、田中宏武、神戸康輔らとプレーした。
2022年、藤枝MYFCに入団。4月17日、J3リーグ第6節のカターレ富山戦でJリーグデビューを飾った。
同年7月10日、トレーニング中に負傷。右反復性肩関節脱臼で全治6か月の診断を受け離脱。
2023年はチームがJ2に昇格。J2のリーグ戦に出場する機会をつかむも、同年6月7日に行われた天皇杯2回戦のベガルタ仙台戦で負傷。左肩関節脱臼で全治2カ月の診断を受けた。
同年11月18日、藤枝MYFCは契約満了を発表した。
2024年、ガイナーレ鳥取へ移籍。

## 所属クラブ
- 玉川学園FC
- 千里丘FC
- 開志学園JAPANサッカーカレッジ高等部
- 立正大学
- 2022年 - 2023年  藤枝MYFC
- 2024年 -  ガイナーレ鳥取

## 個人成績
| 国内大会個人成績 | 国内大会個人成績 | 国内大会個人成績 | 国内大会個人成績 | 国内大会個人成績 | 国内大会個人成績 | 国内大会個人成績 | 国内大会個人成績 | 国内大会個人成績 | 国内大会個人成績 | 国内大会個人成績 | 国内大会個人成績 |
| 年度             | クラブ           | 背番号           | リーグ           | リーグ戦         | リーグ戦         | リーグ杯         | リーグ杯         | オープン杯       | オープン杯       | 期間通算         | 期間通算         |
| 年度             | クラブ           | 背番号           | リーグ           | 出場             | 得点             | 出場             | 得点             | 出場             | 得点             | 出場             | 得点             |
| 日本             | 日本             | 日本             | 日本             | リーグ戦         | リーグ戦         | リーグ杯         | リーグ杯         | 天皇杯           | 天皇杯           | 期間通算         | 期間通算         |
| ---------------- | ---------------- | ---------------- | ---------------- | ---------------- | ---------------- | ---------------- | ---------------- | ---------------- | ---------------- | ---------------- | ---------------- |
| 2022             | 藤枝             | 42               | J3               | 4                | 0                | -                | -                | 0                | 0                | 4                | 0                |
| 2023             | 藤枝             | 42               | J2               | 7                | 0                | -                | -                | 1                | 0                | 8                | 0                |
| 2024             | 鳥取             | 42               | J3               | 18               | 1                | 0                | 0                | 1                | 0                | 19               | 1                |
| 通算             | 日本             | 日本             | J2               | 7                | 0                | -                | -                | 1                | 0                | 8                | 0                |
| 通算             | 日本             | 日本             | J3               | 22               | 1                | -                | -                | 1                | 0                | 23               | 1                |
| 総通算           | 総通算           | 総通算           | 総通算           | 29               | 1                | -                | -                | 2                | 0                | 31               | 1                |

出場歴
- Jリーグ初出場 - 2022年4月17日 J3第6節 カターレ富山戦 (藤枝総合運動公園サッカー場)
- Jリーグ初得点 - 2024年11月2日 J3第35節 大宮アルディージャ戦 (ＮＡＣＫ５スタジアム大宮)